# N50、L50和相关统计学
在计算生物学中，N50和L50是Contigs(重叠群)或脚手架长度的统计值。N50的计算方式类似于平均值或中位数，但是对长Contigs的权重更大。这种方法广泛运用于序列组装中，特别是在参考组装草稿内的Contigs长度中。这种度量常被用来描述基因组装配(有时还有其他装配)的“完整性”。但它的本质是告诉你一些关于Contigs长度分布的信息。

## 定义

### N50
N50根据连续性定义装配质量。按照序列长度的顺序排列你的集合中的所有Contigs。首先是最长的Contigs，然后是第二长的Contigs，最后是最短的Contigs。然后，从一开始累加所有Contigs的长度，这样您就可以得到最长的Contigs+第二长的Contigs+第三长的Contigs，以此类推，直到达到占总装配长度50%的数字，即为N50。N50可以近似的看作分布质量一半的点：比N50长的所有Contigs的碱基数于比N50短的所有Contigs的碱基数在数值上是接近的。 

### L50
L50定义为，在给定一组Contigs的情况下，长度总和占基因组大小一半的最小Contigs数。